# Konan Barbar (film)
Konan Barbar (angleščina: Conan the barbarian) je ameriški fantazijski film režiserja Johna Miliusa iz leta 1982. Posnet je bil po zgodbicah Roberta E. Howarda iz leta 1932 in scenariju Johna Miliusa in Oliverja Stona. Film je znan po preboju Arnolda Schwarzeneggera na filmsko sceno. Postavljen je v bronasto in železno dobo z nekaj nadnaravnimi prvinami. 
Leta 1984 je sledilo lahkotnejše,  otrokom prijaznejše nadaljevanje z naslovom Konan Uničevalec, ki pa ni bilo tako uspešno.

## Vsebina
Film se začne s slavnim pregovorom Friedricha Nietzschea: »Kar nas ne ubije, nas okrepi«.
Še nevideni "Čarovnik (Mako)" pripoveduje zgodbo. Dogaja se v dobi biblijskega očaka Noeta v času vesoljnega potopa v izmišljeni deželi barbarov, "Cimmeria". Mladi Cimerijanec po imenu "Konan" (igra ga Arnold Schwarzenegger) je bil priča pokolu in požigu v njegovi domači vasi pod vodstvom treh vikinških vojskovodij iz nordijske mitologije. To so bili: "Thulsa Doom" (James Earl Jones), njegov pomočnik "Rexor" (Ben Davidson) in "Thorgrim" (Sven-Ole Thorsen). Thorgim in Rexor sta Konanovemu "očetu" (Williamu Smithu) zadala smrtne rane in ga naposled ubila z njunimi zdresiranimi psi. Thulsa Doom pa je hipnotiziral Konanovo mater in ji odsekal glavo. Simbol teh osvajalskih Vikingov sta dve kači v eni, ki gledata ena proti drugi nad črnim soncem, znak se je mlademu Konanu močno vtisnil v spomin.
Prodan v suženjstvo z ostalimi otroci iz te vasi, je bil Konan z drugimi prisiljen s človeško močjo poganjati mlin, imenovan "Kolo bolečine". Ko je odrastel je postal dovolj močan da se začne boriti kot gladiator. Njegov lastnik v njem vidi takšen potencial, da mladega sužnja vzame s seboj na Daljni Vzhod. Tam se pod vodstvom "Vojnih mojstrov" uri bojevanja z mečem. Po veliko uspešnih dvobojih ga njegov lastnik spontano izpusti. Kasneje odkrije zbirko mečev starodavnega Atlantskega kralja in se odloči, da bo svoje življenje posvetil maščevanju do Thulsa Doomu.
Medtem ko potuje sreča dva lopova: "Subotai" (Gerry Lopez) kot Mongolski strelec z lokom in "Valeria" (Sandahl Bergman). Trojica spozna da moč in vpliv tako imenovanega Doomday kulta (skupina obsedenih ljudi z apokalipso, koncem sveta, političnim prepričanjem) narašča. Medtem ko vdrejo v eno izmed trdnjav tega kulta v Shadizarju, kjer Konan opazi da Rexor žrtvuje človeka; in ga poveže s kultom Thulsa Dooma. Tatovom je uspelo poleg drugega ukrasti slavno dvojno "Oko kače" s talismanom v obliki simbola Thulse Dooma. Potem so Konan in njegova prijatelja tatova prisiljeni ubiti Thorgrimovo domačo žival: velikansko kačo, ki je varovala zaklad a jo je Konan po nesreči zbudil med krajo talismana.
Medtem, ko uživajo v nakradenem bogastvu Valeria postane Konanova ljubimka... 

## Igralska zasedba
Za visoko proračunski film je bila nenavadna zasedba z veliko neizkušenimi igralci. Plesalka Sandahl Bergman in surfar Gerry Lopez sta imela pomembni vlogi. Poleg Schwarzeneggerja, je bilo tudi nekaj slavnih badibilderjev William Smith, Sven-Ole Thorsen in Franco Columbu, kot tudi bivši igralec ameriškega nogometa Ben Davidson.
| Igralec               | Vloga                           |
| --------------------- | ------------------------------- |
| Arnold Schwarzenegger | Konan                           |
| James Earl Jones      | Thulsa Doom                     |
| Max von Sydow         | Kralj Osric                     |
| Sandahl Bergman       | Valerija                        |
| Ben Davidson          | Rexor                           |
| Cassandra Gava        | Čarovnica                       |
| Gerry Lopez           | Subotai                         |
| Mako                  | Čarovnik Akiro / pripovedovalec |
| Valérie Quennessen    | Princesa                        |
| William Smith         | Konanov oče                     |
| Franco Columbu        | Pictish Scout                   |
| Jack Taylor           | duhovnik                        |
| Sven-Ole Thorsen      | Thorgrim                        |
| Nadiuska              | Konanova mati                   |

## Filmska glasba
1. "Prologue/Anvil of crom"
2. "Riddle of Steel" / "Riders of Doom"
3. "Gift of Fury"
4. "Wheel of Pain"
5. "Atlantean Sword"
6. "Theology" / "Civilization"
7. "Wifeing"
8. "The Leaving" / "The Search"
9. "Mountain of Power Procession"
10. "Tree of Woe"
11. "Recovery"
12. "The Kitchen" / "The Orgy"
13. "Funeral Pyre"
14. "Battle of the Mounds"
15. "Death of Rexor"
16. "Orphans of Doom" / "The Awakening"